# Угадай, кто придёт к обеду?
«Угадай, кто придёт к обеду?» (англ. Guess Who's Coming to Dinner) (1967) — трагикомедия режиссёра Стэнли Крамера со Спенсером Трейси, Кэтрин Хепбёрн, Сидни Пуатье и Кэтрин Хотон в главных ролях.
Фильм был одной из немногих картин того времени, изображавших межрасовый брак в позитивном свете, поскольку тот исторически был незаконным в большинстве штатов. Он все еще был запрещен в 17 штатах до 12 июня 1967 года, за шесть месяцев до выхода фильма. Примерно через две недели после того, как Трейси снялся в своей последней сцене (и через два дня после его смерти 10 июня), законы против смешанных браков были отменены Верховным судом.
Фильм стал девятым и последним экранным дуэтом Трейси и Хепбёрн, съемки которого закончились всего за 17 дней до смерти актёра, скончавшегося за полгода до премьеры. Чтобы страховая компания позволила сняться больному Трейси, гонорары Хепбёрн и Крамера были заморожены, если бы понадобилось переснимать фильм с другим актёром. Актриса никогда не видела законченного фильма, говоря, что воспоминания о Трейси были слишком болезненными.
Картина получила 10 номинаций на премию «Оскар», в том числе как лучшему фильму года, две из которых оказались победными — за актёрскую работу Хепбёрн и оригинальный сценарий Уильяма Роуза.
В 2017 году внесён в Национальный реестр фильмов, обладая «культурным, историческим или эстетическим значением».
По версии Американского института кино картина занимает ряд мест:
99-е место в списке «100 фильмов» за 1998 год (номинировалась, но выбыла в 2007)
«100 звёзд»:
1-е место в списке женщин (Кэтрин Хепбёрн)
9-е место в списке мужчин (Спенсер Трейси)
22-е место в списке мужчин (Сидни Пуатье)
58-е место в «100 страстей»
35-е место в «100 вдохновляющих фильмов»
Также картина номинировалась в список «100 киноцитат» («Ты думаешь о себе как о цветном мужчине. Я думаю о себе как о мужчине.» (англ. You think of yourself as a colored man. I think of myself as a man.))

## Сюжет
1967 год. Джоанна «Джои» Дрэйтон (Кэтрин Хотон), 23-летняя белая девушка, возвращается домой в Сан-Франциско, штат Калифорния, после каникул на Гавайях, дабы представить родителям своего спутника — доктора Джона Уэйда Прентиса (Сидни Пуатье), 37-летнего темнокожего дипломированного врача, которого полюбила за 10 дней знакомства и с которым собирается обручиться. По пути они заглядывают в картинную галерею мамы Джоанны, которой заведует Хилари Сент-Джордж (Вирджиния Кристин), и просят её сообщить миссис Дрэйтон об их приезде. Первой в шикарной квартире пару встречает чернокожая экономка Матильда «Тилли» Бинкс (Изабель Санфорд), недовольная появлением Джона. Тот звонит родителям в Лос-Анджелес, дабы сообщить радостную новость, но не сообщает, что его невеста — белокожая.
Первой с женихом знакомится Кристина Дрэйтон (Кэтрин Хэпбёрн), владелица картинной галереи, которой Джоанна до этого сообщает, что Джон — вдовец: его жена и сын погибли 8 лет назад в Бельгии при крушении поезда. Возникает одна весомая проблема: Джон — чёрный. Миссис Дрэйтон шокирована, но старается сдерживаться. За обеденным столом Джоанна сообщает, что вечером Джон едет в Нью-Йорк для встречи с университетским другом, а завтра отправляется в Женеву на три месяца в рамках работы во Всемирной организации здравоохранения, куда через неделю приедет и она для женитьбы. Вскоре приезжает мистер Мэтт Дрэйтон (Спенсер Трейси), газетный издатель, который не сразу понимает истинное положение вещей и не даёт однозначного благословления на скорый брак дочери, после чего отменяет партию в гольф и, зайдя в кабинет, распоряжается по телефону найти информацию о докторе Прентисе.
Родители Джоанны — старомодные либералы, учившие дочь относиться к представителям других рас как к равным, но сами не изжившие старых предрассудков и не способные поощрить и принять её действия. Джон наедине твёрдо заявляет чете Дрэйтон, что, если они не дадут недвусмысленного разрешения дочери, он не женится на ней, перекладывая тем самым ответственность за расовую дискриминацию целиком на их плечи. Ответ родителей определит, последует ли Джоанна за ним. После разговора звонит секретарша Идди и сообщает о докторе Прентисе следующее: «Родился в Лос-Анджелесе в 1930 году, окончил с отличием Колледж Джонса Хопкинса, ассистент профессора медицинской школы Йеля, профессор Лондонской школы тропической медицины, помощник директора ВОЗ, автор двух книг, а список научных статей длиной с вашу руку. Был женат на Элизабет Боуэрс, она и их сын Джон погибли в дорожной аварии в 1959 году». Услышав отличную характеристику, мистер Дрэйтон обнаруживает 2 доллара 20 центов, оставленных Джоном после звонка родителям.
Кристина постепенно принимает ситуацию, но Мэтт возражает из-за вероятного несчастья и, казалось бы, непреодолимых проблем, с которыми пара столкнется в американском обществе.
К удивлению Мэтта, Джон по просьбе Джоанны приглашает своих родителей на ужин; Кристина, узнав об этом, спрашивает мужа: «Угадай, кто придёт к обеду?» Монсеньор Майк Райан (Сесил Келлауэй), друг Мэтта, прибывает после того, как тот отменяет игру, и говорит о том, что поддерживает помолвку. После визита Хилари, демонстрирующей неодобрение смешанным браком, Кристина на улице говорит ей, чтобы в офисе она выписала себе чек на 5 000 долларов и навсегда исчезла из их жизни. Джоанна вопрошает готовящую Тилли «Угадай, кто придёт к обеду?» и на ответ «Мартин Лютер Кинг?» распоряжается испечь второй пирог, так как монсеньор Райан также придёт в гости.
Когда супруги решают проехаться и останавливаются у кафе, Кристина говорит мужу, что также поддерживает дочь. Тилли, подозрительно относящаяся к мотивам Джона и защищающая Джоанну, наедине застаёт доктора за переодеванием и высказывает своё жёсткое мнение, называя того «уродом». Выезжая с парковки, Мэтт врезается в проезжающий автомобиль, темнокожий водитель которого начинает скандал. Мистер Дрэйтон, дабы избежать столкновения, даёт тому 50 долларов и уезжает, раздражённый тем, что в городе с менее чем 20 % цветным населением он сталкивается именно с ними.
По пути в аэропорт, чтобы встретить родителей Джона, пара останавливается в кафе, чтобы выпить с давней подругой Джоанны и ее мужем, которые также поддерживают их. На фоне французская певица Жаклин Фонтейн исполняет «The Glory of Love», хит «Короля свинга» Бенни Гудмена 1936 года. У Джоанны появляется мысль улететь уже сегодня. По возвращении супруга просит Мэтта принять решение, но тот не уступает. Кристина со слезами на глазах смотрит на закат.
Прибывают родители Джона — мистер (Рой Гленн) и миссис Прентис (Би Ричардс). Они тоже шокированы, узнав, что Джоанна — белая. Кристина сообщает Мэтту о решении дочери о сегодняшнем отлёте, после чего добавляет, что та, несмотря на все его аргументы, победит его, и она поддержит её. Узнав от Кристины, что Мэтт против брака, монсеньор Райан в разговоре с другом понимает, что тот так зол из-за того, что его загнали в угол, и заявляет, что впервые за 30 лет ему стыдно за него.
Между семьями происходят частные разговоры, все единодушны в одном — нужно больше времени, чтобы разобраться в ситуации. Две матери, выйдя на террасу, соглашаются, что это было неожиданным событием, но поддерживают своих детей. Оба отца выражают неодобрение по поводу всего этого. Монсеньор советует Джону не отказываться от брака, несмотря на возражения Мэтта. Мать Джона говорит ему, что она и Кристина одобряют свадьбу. Джон и его отец обсуждают различия между поколениями, мистер Прентис замечает, что работал до седьмого пота, пройдя почтальоном 105 000 километров и кося газоны, чтобы оплачивать его учёбу, а сейчас он хочет разбить матери, отдававшей последнее для него, сердце. Мать Джона говорит Мэтту, что они с мужем забыли, что такое страсть, и их неспособность вспомнить настоящий роман туманит их мышление. Джон заявляет отцу, что ничего ему не должен, что желает жить по своим правилам, и в сердцах называет поколение мистера Прентиса «вшивым» — оно будет тянуть молодых вниз, как балласт, пока полностью не вымрет. Миссис Дрэйтон скрывает свои истинные чувства перед радостной дочерью. Монсеньор признаётся чете Прентис, что в данной ситуации ему нечего сказать. Джон упрекает мистера Дрэйтона за то, что у того не хватило «смелости» сказать ему в лицо, что он не одобряет брак. Кристина уже готова признаться Джоанне, но тут их зовёт мистер Дрэйтон. Тот собирает всех в гостиной и, наконец, раскрывает своё решение насчёт свадьбы, произнося шестиминутный монолог.
Растроганные семьи и монсеньор отправляются за стол под песню «The Glory of Love».

## Награды и номинации

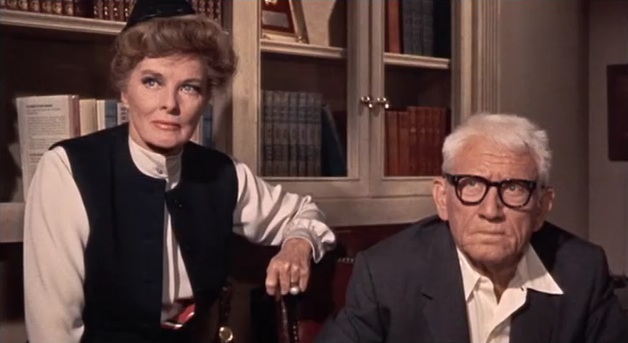
Кэтрин Хепбёрн и Спенсер Трейси в роли Кристины и Мэтта Дрэйтона

## В ролях
| Актёр             | Роль                                               |
| ----------------- | -------------------------------------------------- |
| Спенсер Трейси    | Мэтт Дрэйтон, отец Джоанны                         |
| Кэтрин Хэпбёрн    | Кристина Дрэйтон, мать Джоанны                     |
| Сидни Пуатье      | доктор Джон Уэйд Прентис, жених Джоанны            |
| Кэтрин Хотон      | Джоанна «Джои» Дрэйтон                             |
| Сесил Келлауэй    | монсеньор Майк Райан, друг Мэтта                   |
| Рой Гленн         | мистер Прентис                                     |
| Би Ричардс        | миссис Прентис                                     |
| Изабель Санфорд   | Матильда «Тилли» Бинкс, экономка Дрэйтонов         |
| Вирджиния Кристин | Хилари Сент-Джордж, управляющая картинной галереей |

## Награды и номинации[6]
| Год  | Премия                            | Категория                                                  | Лауреаты и номинанты                                   | Результат |
| ---- | --------------------------------- | ---------------------------------------------------------- | ------------------------------------------------------ | --------- |
| 1968 | Кинофестиваль в Карловых Варах    | «Хрустальный глобус» за лучший фильм                       | Стэнли Крамер                                          | Номинация |
| 1968 | «Оскар»                           | Лучший фильм                                               | Стэнли Крамер                                          | Номинация |
| 1968 | «Оскар»                           | Лучший режиссёр                                            | Стэнли Крамер                                          | Номинация |
| 1968 | «Оскар»                           | Лучшая мужская роль                                        | Спенсер Трейси                                         | Номинация |
| 1968 | «Оскар»                           | Лучшая женская роль                                        | Кэтрин Хепбёрн                                         | Победа    |
| 1968 | «Оскар»                           | Лучшая мужская роль второго плана                          | Сесил Келлауэй                                         | Номинация |
| 1968 | «Оскар»                           | Лучшая женская роль второго плана                          | Би Ричардс                                             | Номинация |
| 1968 | «Оскар»                           | Лучший сценарий, созданный непосредственно для экранизации | Уильям Роуз                                            | Победа    |
| 1968 | «Оскар»                           | Лучшая музыка: Запись адаптированной партитуры             | Фрэнк Де Вол Роберт Клэтворти, Фрэнк Таттл             | Номинация |
| 1968 | «Оскар»                           | Лучший монтаж                                              | Роберт С. Джонс                                        | Номинация |
| 1968 | «Оскар»                           | Лучшая работа художника-постановщика                       | Роберт Клэтворти (постановщик), Фрэнк Таттл (декоратор | Номинация |
| 1968 | «Золотой глобус»                  | Лучший фильм (драма)                                       |                                                        | Номинация |
| 1968 | «Золотой глобус»                  | Лучший режиссёр                                            | Стэнли Крамер                                          | Номинация |
| 1968 | «Золотой глобус»                  | Лучшая мужская роль (драма)                                | Спенсер Трейси                                         | Номинация |
| 1968 | «Золотой глобус»                  | Лучшая женская роль (драма)                                | Кэтрин Хепбёрн                                         | Номинация |
| 1968 | «Золотой глобус»                  | Лучшая женская роль второго плана                          | Би Ричардс                                             | Номинация |
| 1968 | «Золотой глобус»                  | Лучший дебют актрисы                                       | Кэтрин Хотон                                           | Номинация |
| 1968 | «Золотой глобус»                  | Лучший сценарий                                            | Уильям Роуз                                            | Номинация |
| 1968 | Давид ди Донателло                | Лучший иностранный продюсер                                | Стэнли Крамер                                          | Победа    |
| 1968 | Давид ди Донателло                | Лучшая иностранная актриса                                 | Кэтрин Хепбёрн                                         | Победа    |
| 1968 | Давид ди Донателло                | Лучший иностранный актёр                                   | Спенсер Трейси                                         | Победа    |
| 1968 | Премия Гильдии режиссёров Америки | Лучшая режиссура художественного фильма                    | Стэнли Крамер                                          | Номинация |
| 1968 | Премия Гильдии сценаристов США    | Лучший сценарий к американской драме                       | Уильям Роуз                                            | Номинация |
| 1968 | Премия Гильдии сценаристов США    | Лучший оригинальный американский сценарий                  | Уильям Роуз                                            | Номинация |
| 1969 | BAFTA                             | Лучшая мужская роль                                        | Спенсер Трейси                                         | Победа    |
| 1969 | BAFTA                             | Лучшая женская роль                                        | Кэтрин Хепбёрн                                         | Победа    |
| 1969 | BAFTA                             | Премия ООН (United Nations Award)                          | Стэнли Крамер                                          | Победа    |
| 1969 | BAFTA                             | Лучший сценарий                                            | Уильям Роуз                                            | Номинация |

## Ремейки
- В 1975 году Крамер поставил собственный ремейк картины для телевидения с Ричардом Дайсартом в роли Мэтта и Элинор Паркер в роли Кристины[7].
- В 2005 года вышел ремейк «Угадай, кто?» с Берни Маком и Эштоном Кутчером[8].
- В 2007 году вышел индийский ремейк фильма на тамильском языке, получивший название «Kannamoochi Yenada».